# Antero Vaarama
Otto Antero Vaarama, född 17 juni 1912 i Kuopio, död 1 oktober 1975 i Åbo, var en finländsk botaniker.
Vaarama blev student 1930, filosofie kandidat 1935, filosofie magister 1936 och filosofie doktor 1939. Han undervisade i naturvetenskaper och växtskydd vid trädgårdsskolan i Stjärnsund 1939–1945 och arbetade 1945–1955 vid Trädgårdsforskningscentralen i Pikis, där han inledde sina forskningar i mossornas cytologi. Han var 1955–1975 professor i botanik vid Åbo universitet.
Vaarama var en pionjär inom mossornas kromosomforskning. Han publicerade 114 studier, varav 28 behandlade mossor. Hans undersökning från 1954 om väggmossan är idag en klassiker.